# Јашки сабор
Јашки сабор је одржаан у граду Јаши (данас Румунија, раније Молдавска кнежевина)  1642. године.
Јашки сабор је представљао својеврсни православни одговор на тадашњу пропаганду католицизма (Католичка пропаганда у српским земљама; Католичка пропаганда у бугарским земљама и такође у Ердељу).
Сазвао га је васељенски патријарх Партеније I Цариградски уз подршку владајућег молдавског кнеза Василија Лупу.
Овај сабор био је сазван да би се одлучило о Исповедању вере митрополита Петра Могиле (1597–1646). Иако ниједан од источних патријарха није био присутан, сабор се одвијао под председавањем молдавског кнеза са учешћем представника Цариградске, Александријске, Антиохијске, Јерусалимске и Московске Патријаршије као и Кијевске Цркве. Иако никада није прихваћен као васељенски сабор, његове одлуке су ипак одобрене од Цариградског Синода, а ове од осталих патријаршија.
Сабор у Јашију има велики доктринарни значај, са геополитичком димензијом, како за православну цркву у цјелини, тако и за односе с папством, лутеранизмом и, прије свега, калвинизмом, као и др. хришћанским деноминацијама. Званична сврха савета је да се одупре неким католичким и протестантским "доктринарним грешкама" које би могле ући у православну хришћанску теологију, као и понудити свеобухватну православну дефиницију садржаја и карактера вере коју њу чини уз исповест вере.
У спомен на догађај подигнута је црква „Света три јерарха” у којој су положене мошти св. Петке. Мошти су сачуване до данас у Јашију, где су пребачене из Цариграда, а до 1521. године задржане су у Београду све до заузимања турака - пад Београда (1521).